# Loreto
Loreto (italijanska izgovorjava: [loˈreːto]) je hribovsko mesto in občina v italijanski deželi Marke, v pokrajini Ancona. Naselje je svetovno znano katoliško romarsko središče, sloveče po tamkajšnji baziliki Svete hiše (Basilica della Santa Casa).

## Lega
Loreto je mesto na nadmorski višini 127 metrov, na desnem bregu reke Musone. Po železnici je 22 kilometrov jugo-jugovzhodno od Ancone. Tako kot marsikje v Markah ponuja lep razgled od Apeninov do Jadrana.

## Zgodovina
Mesto se je razvilo na križišču prehodov okoli znamenite bazilike, v kateri je znamenita relikvija Svete hiše v Nazaretu, kjer se je po izročilu rodila in živela Devica Marija in kjer je prejela oznanilo o čudežnem rojstvu Jezusa.
Prva omemba Loreta sega v leto 1315, kjer se omenja rustikalni Sacello, ki so ga obiskali pobožni verniki. Majhna vasica, ki je zrasla naokoli, se je imenovala Villa Loreti. Po le dvajsetih letih od angelskega prinosa Svete hiše iz Trsata (1294) je tu že nastala prava naseljena vas. Naval romarjev je prinesel velikodušne darove, tako zelo, da so poleg romarjev prišli tudi hudodelci, ki so na poti napadali romarje. Tveganja so se nanašala tudi na ex-votos dragocenih materialov in donacije, ki so jih papeži začeli pošiljati v Loreto že v 14. stoletju. Tako se je začela gradnja zaščitnega obzidja. Približno stoletje se je nadaljevala gradnja utrjenega štirikotnika s štirimi vogalnimi stolpi, ki so ga dan in noč varovali stražarji. V Descriptio Marchiae Anconitanae kardinala Egidia Albornoza iz leta 1360 je Villa Sanctae Mariae de Laureto navedena med "Castrami" (utrdba), ki pripada občini Recanati. Slednja, že veliko središče Marca anconitana (približno ustreza trenutni deželi Marke), je vsako leto organizirala zelo zanimiv sejem, tako za osrednjo-severno Italijo kot za Evropo. Trgovina, radovednost in marijanska predanost so se na koncu prepletli.

### Proti renesansi
Ljudska pobožnost in število obiskovalcev sta narasla do te mere, da je Recanati leta 1437 najprej poslal župana in nato kapitana vile.
Od leta 1468 so se po naročilu škofa Recanatija Nicolò de Astisa začela velika dela na baziliki, dobro zaščiteni z mogočnimi zidovi, ki ji še danes dajejo videz trdnjave. Naslednje leto je papež Pavel II. dal močan zagon gradnji. Dejansko je nekaj časa pretehtala velika grožnja Turkov, ki so bili sposobni neprekinjenih pomorskih napadov na Jadranu. Zgodovinski viri izpričujejo  njihov poskus pristanka v Porto Recanati leta 1456, z namenom oplembe svetišče, vendar so prebivalci pristanek pogumno zavrnili; drugi je bil leta 1479 v Grottammareu, s hudimi posledicami in naslednje leto s poboji v Pugliji. 5. junija 1518 je turški sultan Selim I., znan kot Il Crudele, napadel Porto Recanati in uspel prodreti v grad ter ga oropati. Teror, ki je nastal zaradi te geste, je papeža Leona X. spodbudil, da je v zelo kratkem času naročil gradnjo novega in močnejšega  mestnega obzidja. Zaposleni so bili trije veliki arhitekti tistega časa: Cristoforo Resse da Imola, Andrea Sansovino in Antonio da Sangallo mlajši. Hkrati je bilo v delo vključenih kar 400 delavcev.
Leta 1482 je bil Loreto povzdignjen v župnijo, zaradi vse večjega števila prebivalcev in tistih, ki so delali v mestu; tako so se povečale vse tiste storitve, ki so povečale tako blaginjo kot možnosti zaposlitve tudi za prebivalstvo z drugih območij. Zgradili so bolnišnico in bivališča za romarje, ki so prihajali iz različnih delov sveta po odpustek , ki ga je papež Gregor XIII. podelil vernikom, ki so obiskali sveto mesto ob »glavnih praznikih Gospodovih in Madonnih«, je pripomoglo k povečanju pretoka romarjev.
Papež Sikst V. je dal močan zagon urbanemu razvoju Loreta. Ustanovil je Lauretanske viteze, poseben viteški red za zaščito Svete hiše. S svojo bulo iz leta 1586 je vas povzdignil v mesto. V Loretu se je  število prebivalcev in romarjev močno povečalo, tako da je bilo treba razmišljati o novem vodovodu, ki bi vodil vodo iz vinogradov Recanati na trg in bil dokončan 2. decembra 1606.

### Obdobje Napoleona
Ko so Turki odšli, je prišla Napoleonova grožnja. Napoleon Bonaparte je začel svoj pohod v Italijo in je kot zmagovalec prisilil papeža Pija VI., da je 23. junija 1796 podpisal premirje v Bologni, s katerim je francoski vojski dovolil zasedbo Ancone (skupaj z Bologno in Ferraro). Medtem ko so se glavna mesta severne Marke zavzemala za razglasitev republike Anconitana, da se ne bi vrnila v Papeško državo, je bil Loreto, ki je bil vedno papeški, zaskrbljen zaradi ropanja zakladnice svetišča.
9. februarja 1797 ob sedmih zvečer je Napoleon - na poti v Tolentino - prispel v Loreto in se ustavil na Porta Romana. Nekateri ugledneži so ga sprejeli in mu ponudili ključe mesta, na bližnji bastijon pa je bil postavljen moški, ki je oborožen s puško odprl ogenj. Napad ni uspel in napadalca so ujeli in ustrelili na trgu Piazza dei Galli. Naslednji dan so francoski vojaki odnesli vse, kar so našli. Čeprav so zaklad že natlačili v številne velike vinske sode in ga prepeljali v Rim, kjer so ga po naročilu papeža Pija VI. skrili v Angelski grad, se zdi, da so Francozi rekvirirali 94 kilogramov zlata in 17 kvintalov srebra, slike in kristal. V Sveto hišo je vstopil tudi Napoleon in na kip Madone dal svoj pečat ter ukazal, da ga skupaj z zakladom pošljejo v Pariz. V času izgnanstva je bil kult Lauretanske Device v sveti hiši Loreto zaupan simulakrumu v topolovem lesu (identičnem originalu), ki je danes ohranjen v Cannari (Perugia) in je trenutno edini primer Napoleonove obdobja, po požaru prvotnega kipa leta 1921, da so ga častili v Sveti hiši. S Tolentinsko pogodbo je prvotni kip končal v Rimu in se nato z osemdnevnim potovanjem kot "romarska Madona" vrnil v Loreto, kamor je prispel 9. decembra 1801.
Na napade, ki jim je bilo mesto podvrženo, opozarja Agostino Rivarola v pismu iz marca 1797. V tem pismu monsinjor Rivarola zlasti postavlja pod vprašaj odgovornosti Ludovica Sensija, prelata, ki se je postavil na stran napadalca in ga je imenoval za generalnega guvernerja. Po pričevanju naj bi Sensi po sodelovanju pri ropu šel celo »v cerkev z zidarji«, da bi »porušil Sveto hišo«, a je bilo prebivalstvo ogorčeno in je bil prisiljen idejo opustiti.

### 19. stoletje
V 19. stoletju je bilo marijansko svetišče še naprej cilj številnih romanj, v kult so bili vključeni skromni lokalni kmetje, ki so potovali peš in živeli v improviziranih zavetiščih, pa tudi premožni tuji turisti, za katere je bil Loreto eno od postajališč Grand Tour po Italiji. Med romarji se spominjamo mlade Svete Terezije Deteta Jezusa, ki je pobožno obiskala Sveto hišo.

### 20. stoletje
Leta 1921 je v kapeli Svete hiše izbruhnil divji požar, ki je zagorel skulpturo Črne Madone. Takoj je bila obnovljena po naročilu papeža Pija XI. z uporabo lesa cedre iz Libanona iz vatikanskih vrtov. Oblikoval ga je Enrico Quattrini, izvedel in poslikal pa Leopoldo Celani. Leta 1922 jo je papež okronal v baziliki sv. Petra v Vatikanu in jo dal slovesno prepeljati v Loreto, kjer stoji še danes.
15. septembra 1934 je papež Pij XI z bulo Lauretanae Basilicae zaprl škofijo v Loretu in dal svetišče pod neposredno oblast Svetega sedeža.
11. oktobra 1935 je bila pristojnost papeškega administratorja razširjena na ozemlje mesta Loreto.
4. oktobra 1962, teden dni po začetku drugega vatikanskega koncila, se je papež Janez XXIII. z vlakom odpravil na romanje v Loreto in Assisi, da bi zaupal usodo Madoni in svetemu Frančišku. Prvič po združitvi Italije je papež zapustil meje Rima. Papeža je spremljal Amintore Fanfani, dogodek pa je ovekovečil film Istituto Luce (La week Incom 02277 od 11. / 10/1962). Spalnica, v kateri je papež spal, je ohranjena v apostolski palači Loreto.
V noči s 5. na 6. julij 1944 je Bramantejeva kupola postala žrtev nemškega bombardiranja. Maccarijeve freske znotraj kupole so bile uničene.
Nazadnje je 24. junija 1965 papež Pavel VI. z bulo Lauretanae Almae Domus zaprl Papeško upravo in ustanovil Papeško delegacijo za Loretsko svetišče in Prelaturo Svete hiše ter hkrati ustanovil škofovski stol v baziliki.
Danes je v baziliki Svete hiše nadškofovska stolica teritorialne prelature Loreto.

### 21. stoletje
Leta 2004 je papež Janez Pavel II. na svoji zadnji pastoralni poti kot papež obiskal Loreto ob srečanju »Ti si božje prebivališče«, leta 2007 pa ob »agori italijanskih mladih« in 4. oktobra 2012, natanko petdeset let po prihodu v marijansko mesto papeža Janeza XXIII., je mesto obiskal papež Benedikt XVI.

## Znamenitosti
Glavni mestni spomeniki zasedajo štiri strani trga Piazza della Madonna, ki se odpre na koncu glavne osi mesta kot pravi monumentalni prostor, okoli katerega so razporejene največje arhitekturne mojstrovine Loreta.
- Bazilika svete hiše,
- Jezuitski kolegij,
- Palazzo Comunale (prej Palazzo Apostolico): Severno in vzhodno stran trga Piazza della Madonna zapira apostolska palača, ki jo je zasnoval Giancristoforo Romano in zgradili Andrea Sansovino, Antonio da Sangallo mlajši in Giovanni Boccalini. V prvotnem projektu bi morala stavba v celoti obkrožati trg, vendar je bila zaradi pomanjkanja razlastitve desne strani (trenutno jo zaseda stavba nekdanjega Ilirskega kolegija) zgrajena le stran, obrnjena proti baziliki, ki ustreza primitivni dizajn, na delo samega Vanvitellija. V njej je umetniška galerija z deli Lorenza Lotta, Simona Voueta in Annibale Carraccija ter zbirka majolike.
- svetišče Matere Božje (Santuario della Santa Casa) v baziliki Svete hiše. Ponaša se tudi z masivno linijo zidov, ki jih je zasnoval arhitekt (in vojaški inženir) Antonio da Sangallo mlajši, ki so bili postavljeni od leta 1518 in okrepljeni v 17. stoletju.

Gradnjo bazilike Svete hiše so začeli leta 1468, končali pa jo šele proti 17. stoletju in jo dokončal Luigi Vanvitelli leta 1755 z zvonikom. Na njej so delali najboljši arhitekti tistega časa: Baccio Pontelli, Bramante, Andrea Sansovino, Giuliano da Sangallo in Antonio da Sangallo mlajši. Bazilika je v gotsko-renesančnem slogu s tlorisom latinskega križa, ki izvira iz antične stavbe s tremi ladjami z drugo, ki ima v središču grški križ. Osmerokotno kupolo je med letoma 1498 in 1500 zgradil Giuliano da Sangallo. Bramante je sodeloval tudi pri gradnji fasade, vendar se mojstrovina ne vidi, saj jo je obnovil Giovanni Boccalini; notranjost ima tri ladje, ločene s kvadratnimi stebri ob križnem kvadratu. Sveto hišo pokriva marmorna ograda, ki jo je zasnoval Bramante, zgradil pa Sansovino. Kapelo Marijinega oznanjenja je okrasil s freskami Federico Zuccari, zakristiji San Marco in San Giovanni pa Melozzo da Forlì in Luca Signorelli, končno strop in paviljon zakladnice Pomarancio.
- Fontana Maggiore: v središču trga stoji Fontana Maggiore, baročno delo Carla Maderna in njegovega strica Giovannija Fontane. Vodnjak, zgrajen med letoma 1604 in 1614, krasi nekaj bronastih skulptur, ki sta jih leta 1622 izdelala Tarquinio in Pier Paolo Jacometti. Maderno in vodnjak sta skozi skoraj pet kilometrov dolg predor pripeljala vodo, ki teče v območje Recanatese, da bi zadovoljili potrebe romarjev, vključno higienske.

### Vojaške arhitekture
Mesto je obdano z obzidjem, zgrajenim že v 14. stoletju kot obramba, zlasti pred turškimi vpadi na Jadranu. Po napadu na Porto Recanati 5. junija 1518 s strani sultana Selima I. Krutega je papež Leon X. hitro začel s popolno prenovo obzidja. Trije arhitekti so delali na njem od leta 1518 do 1522: oblikoval ga je Antonio da Sangallo mlajši, zgradil Cristoforo Resse da Imola in izpopolnil Andrea Sansovino. Gradbišče je bilo potrebno po posebnih papeških ukazih hitro dokončati, zato je bil porabljen gradbeni material, pripravljen za pristanišče Recanati, dela pa so potekala tudi ob nedeljah, z ekipo 400 delavcev. Obzidje je bilo opremljeno z dvojnimi oboki in bastijoni ter utrjeno s 26 topovi. Na južni strani so rimska vrata, zgrajena po načrtu arhitekta Macerata Pompea Florianija, očeta Pietra Paola Florianija okoli leta 1590 in okrašena z dvema kipoma prerokov, ki ju je izklesal Simone Cioli v letih 1538-41, sprva namenjena za prekrivanje marmorja Svete hiše. Na severni strani je za apsidami bazilike tako imenovana Porta Marina, odprta v času papeža Klementa VII. (1523-1534), ki pa jo je v 17. stoletju zgradil Giovanni Branca z ornamentom značilne barberinske čebele papeža Urbana VIII. (1623-1644). Sangallov bastijon, ki je dobil ime po arhitektu, ki ga je zasnoval, ohranja starodavne kazemate, iz katerih je bilo mesto branjeno, in paradni poligon. Danes je v njem večnamenska gledališka dvorana.

## Galerija
- Piazza della Madonna s fasado bazilike
- Bazilika Svete hiše od zadaj
- Apostolska palača

## Pobratena mesta
Loreto je pobraten z:
- Mariazell, Avstrija
- Fátima, Portugalska
- Altötting, Nemčija
- Čenstohova, Poljska
- Lurd, Francija
- Nazaret, Izrael[6][7]
- Harissa, Libanon[8]